# Idunella
Idunella é um género de crustáceo da família Liljeborgiidae.
Este género contém as seguintes espécies:
- Idunella sketi